# Helichrysum milfordiae
Espèce
Classification APG III (2009)
Helichrysum milfordiae est une espèce de plantes à fleurs de la famille des Asteraceae. Elle pousse en tapis dans les monts Drakensberg, au-dessus de 2800m mètres[réf. nécessaire] sur éboulis et zone graveleuse. Les fleurs mesurent 2,5 centimètres et sont hautes de 5 centimètres[réf. nécessaire].